# Jordania en los Juegos Olímpicos de Atenas 2004
Jordania estuvo representada en los Juegos Olímpicos de Atenas 2004 por ocho deportistas, cuatro hombres y cuatro mujeres, que compitieron en cinco deportes.
El portador de la bandera en la ceremonia de apertura fue el atleta Jalil Al-Hanahneh. El equipo olímpico jordano no obtuvo ninguna medalla en estos Juegos.